# Incidente del Boeing 707 di Saha Airlines del 2019
Il 14 gennaio 2019, un Boeing 707 di Saha Airlines operante un volo cargo per la Niru-ye Havayi-ye Artesh-e Jomhuri-ye Eslami-e Iran (l'Aeronautica militare iraniana) si è schiantato nei pressi della Fath Air Base, vicino a Karaj, provincia di Elburz, in Iran. 15 delle 16 persone a bordo sono rimaste uccise, l'unico sopravvissuto ha subito gravi lesioni. Questo esemplare era l'ultimo Boeing 707 in servizio commerciale: tutti i rimanenti svolgono funzioni militari.

## L'aereo
L'aeromobile coinvolto era un Boeing 707-3J9C, numero di serie 21128, codice di registrazione EP-CPP. L'aeromobile era di proprietà dell'aeronautica militare iraniana ed era stato noleggiato a Saha Airlines. Al momento dell'incidente, il velivolo aveva 42 anni. Aveva volato per la prima volta il 19 novembre 1976 ed era stato consegnato quel mese all'aeronautica militare iraniana come 5-8312. Era stato noleggiato a Saha Airlines il 27 febbraio 2000 e registrato EP-SHK. Era stato sostanzialmente danneggiato da un guasto non contenuto a un motore il 3 agosto 2009, durante un volo dall'aeroporto Internazionale di Ahvaz all'aeroporto Internazionale di Teheran-Mehrabad. Nel dicembre 2015, anni dopo l'atterraggio di emergenza ad Ahvaz, il Boeing era stato riparato e restituito all'IRIAF, per essere noleggiato nuovamente a Saha Airlines nel maggio 2016, con registrazione EP-CPP.

## L'incidente
L'aereo stava operando un volo cargo internazionale (trasportava carne) dall'aeroporto di Manas, Kirghizistan, all'aeroporto Internazionale Payam, Iran, ma l'equipaggio è effettivamente atterrato alla Fath Air Base. I piloti e l'ingegnere di volo hanno probabilmente confuso la corta pista della base aerea con la pista dell'aeroporto di arrivo, molto più lunga, poiché le due si trovano a pochi chilometri di distanza e su un allineamento quasi identico. Un 707 richiede generalmente una lunghezza di pista superiore a 2 500 metri (8 200 ft), ma quella alla base aerea è di soli 1 300 metri (4 300 ft). Al momento dell'incidente erano segnalate cattive condizioni meteorologiche.
L'aereo ha oltrepassato la pista, si è schiantato contro un muro e si è fermato dopo aver impattato contro una casa nel quartiere di Farrokhabad, contea di Fardis, provincia di Alborz. Le case coinvolte erano vuote al momento dello schianto, e nessuno a terra è rimasto ferito. Dopo l'incidente si è sviluppato un incendio. I primi rapporti indicavano il numero di persone a bordo come 16 o 17, tutte morte tranne una. L'unico sopravvissuto è stato Farshad Mahdavinejad, l'ingegnere di volo dell'aeromobile, portato all'ospedale di Shariati in condizioni critiche.
In un incidente sfiorato il 16 novembre 2018, un MD-88 di Taban Air che trasportava 155 persone aveva tentato due volte di atterrare su questa pista, confondendola con la pista di Payam. Al primo avvicinamento, l'aereo aveva raggiunto l'altitudine di 1 metro (3,3 ft) prima di interrompere il tentativo; alla fine aveva proseguito per un atterraggio sicuro a Payam dopo un ulteriore tentativo fallito a Fath.

## Le indagini
È stata aperta un'indagine sull'incidente. Il registratore vocale della cabina di pilotaggio è stato estratto dal relitto il 14 gennaio. Anche il registratore dei dati di volo e l'unità di controllo sono stati recuperati.
Il 28 febbraio 2019, con il rilascio dell'AIRAC 02/2019, tutte le carte di avvicinamento di Payam sono state modificate per mostrare l'aeroporto di Fath con una nota in evidenza "Non confondere gli aeroporti di Fath e Naja con l'aeroporto Payam, che hanno allineamenti di pista simili".